# La Chapelle, Ardennes
 La Chapelle  là một xã ở tỉnh Ardennes, thuộc vùng Grand Est ở phía bắc nước Pháp.